# TRAPPIST-1e
TRAPPIST-1e, também designado como 2MASS J23062928-0502285 e, é um exoplaneta, provavelmente rochoso, orbitando dentro da zona habitável em torno da estrela anã ultrafria TRAPPIST-1 a aproximadamente 40 anos-luz (12.1 parsecs) de distância da Terra, na constelação de Aquarius. O exoplaneta foi encontrado usando-se o método de trânsito, em que o efeito de escurecimento de que um planeta faz com que, ao cruzar na frente de sua estrela é medido.
Foi um dos sete novos exoplanetas descobertos orbitando a estrela usando dados do Telescópio Espacial Spitzer. O exoplaneta está dentro da zona habitável da estrela.

## Características

### Massa, raio e temperatura
TRAPPIST-1e é um exoplaneta do tamanho da Terra, o que significa que tem uma massa e um raio semelhantes a da Terra. Ele tem uma temperatura de equilíbrio de 251K (-22°C), que é perto da temperatura de equilíbrio da Terra. Ele tem um raio de cerca de 0,92 e uma massa de 0,62. Ele também tem uma densidade semelhante à da Terra.

### Estrela
O planeta orbita em torno de uma estrela anã ultrafria chamada TRAPPIST-1. A estrela tem uma massa de 0,08 e um raio de 0,11. Tem uma temperatura de 2550 K e aproximadamente 500 milhões de anos de idade. Em comparação, o Sol tem 4,6 bilhões de anos de idade, e tem uma temperatura de 5778 K. A estrela é rica em metais, com uma metalicidade de 0,04, ou 109% a quantidade de energia solar. Isto é particularmente estranho, já que estrelas de baixa massa, perto da fronteira entre anãs marrons e estrelas de fusão de hidrogênio tem expectativa de ter consideravelmente menos teor de metais do que o Sol. Sua luminosidade é de 0,05% do que a do Sol.
A magnitude aparente da estrela, ou o quão brilhante ele é vista da Terra, é 18.8. Portanto, é fraco demais para ser visto a olho nu.

### Órbita
TRAPPIST-1e orbita a sua estrela em cerca de 6 dias e tem um raio orbital de cerca de 0.028 vezes maior do que o da Terra (em comparação com a distância de Mercúrio do Sol, que é de cerca de 0,38 AU).

## Habitabilidade

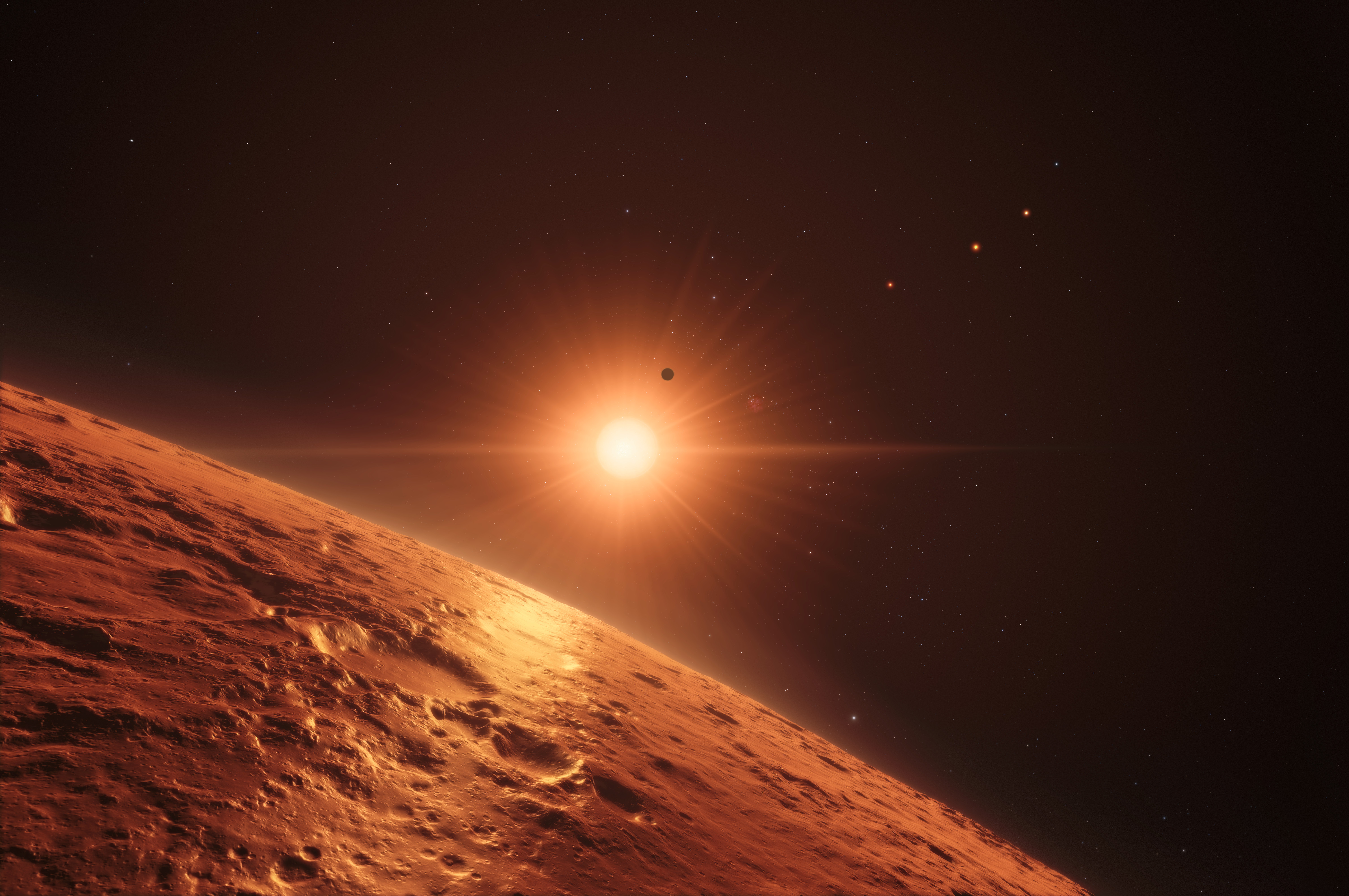
Impressão artística de TRAPPIST-1, visto a partir da superfície de um dos planetas na zona habitável.

O exoplaneta foi anunciado com a expectativa de estar orbitando dentro da zona habitável de sua estrela-mãe, a região onde, com as condições corretas e propriedades atmosféricas, a água líquida possa existir na superfície do planeta. TRAPPIST-1e tem um raio de cerca de 0,92, assim, é muito provável que seja rochoso. A sua estrela-mãe é uma anã vermelha ultrafria, com apenas cerca de 8% da massa do Sol (próximo da fronteira entre anãs marrons e estrelas de fusão de hidrogênio). Por causa disso, estrelas como TRAPPIST-1 têm a capacidade de viver até 4 ou 5 trilhões de anos, 400 ou 500 vezes mais do que o Sol vai viver. Devido a esta capacidade de viver por longos períodos de tempo, é provável que TRAPPIST-1 será uma das últimas estrelas remanescentes, quando o Universo será muito mais antigo do que ele é agora, quando o gás necessário para formar novas estrelas vai ser esgotado, e os restantes começam a morrer.
O planeta está em rotação síncrona, ou seja, um lado de seu hemisfério está permanentemente voltado para a estrela, enquanto o lado oposto é envolto em escuridão eterna. No entanto, entre estas duas áreas intensas, haveria um lugar de habitabilidade – chamada de terminador, onde as temperaturas podem ser adequadas (cerca de 273 K, 0°C) para a existência da água líquida. Além disso, uma parte muito maior do planeta pode ser habitável se ele suportar uma atmosfera espessa o suficiente para a transferência de calor para o lado que não está virado para a estrela.